# Lea Kompaniejec
Lea Kompaniejec, Lea Kompanijec, z domu Gotlib (ur. 1872 w Pińsku, zm. 7 października 1935 w Paryżu) – polska aktorka żydowskiego pochodzenia, która zasłynęła głównie z ról w przedwojennych żydowskich filmach i sztukach teatralnych w języku jidysz.

## Życiorys
Jej mężem był dyrektor łódzkiego teatru żydowskiego Aba Kompaniejec, jeden z pionierów sceny żydowskiej. Była jedną z głównych aktorek utworzonej przez niego Trupy Kompaniejca, w której występowały również córki artystycznej pary: Anna (ps. Aniela) Kompaniejec-Polakow, Betty Kompaniejec-Rabinowicz oraz Nina wraz z mężami Aronem Polakowem, Leonem (Lejbem) Rabinowiczem i Leonidem Sokołowem. Z czasem do zespołu dołączyli również synowie Aby i Lei, Izrael i Mordechaj, ze swoimi żonami.
W początkowych latach swej kariery Lea Kompaniejec śpiewała przede wszystkim partie wokalne, w późniejszym okresie przechodząc do ról dramatycznych, wreszcie ról charakterystycznych i postaci matek. Występowała z zespołami wędrownymi na prowincji (nierzadko pełniąc dodatkowo także funkcję krawcowej, garderobianej, rekwizytorki, kasjerki czy bileterki), jak również na deskach łódzkich teatrów, między innymi w sztuce Mirełe Efros.
Należała do pierwszych kobiet występujących w teatrze żydowskim.

## Filmografia
- 1913: Córka kantora[5]
- 1914: Macocha[6]